# Scrutin plurinominal
Pour un article plus général, voir Système électoral.
Le scrutin plurinominal est un système électoral dans lequel plusieurs personnes sont élues lors d'un même scrutin. Il s'oppose au scrutin uninominal.
Un scrutin proportionnel de liste, dans lequel les sièges sont répartis entre les listes proportionnellement au nombre de voix obtenues, est par définition un scrutin plurinominal. Cependant, le terme est davantage employé pour les scrutins plurinominaux majoritaires, dans lesquels les candidats ayant obtenu le plus de voix sont élus.

## Scrutin plurinominal majoritaire
Il existe plusieurs formes de scrutin plurinominal majoritaire : les candidats peuvent se présenter seuls ou sur une liste, les listes peuvent être ouvertes ou bloquées, le scrutin peut comporter un seul ou plusieurs tours.
Au scrutin majoritaire plurinominal à candidatures isolées, chaque candidat se présente individuellement. Les électeurs peuvent voter pour un seul ou pour plusieurs candidats suivant les règles applicables. Les candidats qui ont obtenu le plus de voix sont élus.
Au scrutin de liste majoritaire, les candidats se présentent sur une liste bloquée, dite aussi « ticket électoral ». Les électeurs votent pour une seule liste. La liste gagnante remporte la totalité des sièges.
Une modalité intermédiaire est le panachage. Les candidats se présentent sur une liste ouverte. Les électeurs peuvent voter pour des candidats issus de plusieurs listes. Les candidats ayant obtenu le plus de suffrages sont élus individuellement.
Les candidatures isolées et les listes peuvent également coexister au cours d'un même scrutin.